# Microdaphne morrisoni
Microdaphne morrisoni é uma espécie de gastrópode do gênero Microdaphne, pertencente a família Raphitomidae.